# The Black Hole
The Black Hole (en Argentina, en España y en México, El abismo negro; en Venezuela, El agujero negro) es una película estadounidense de 1979 del género de ciencia ficción. 
La película, de Walt Disney Productions, fue dirigida por Gary Nelson, y contó con las actuaciones de Maximilian Schell, Anthony Perkins, Robert Forster e Yvette Mimieux.

## Argumento
En el año 2130, la nave espacial Palomino está de regreso a la Tierra después de una misión de 18 meses en busca de vida por el universo.
Un pequeño robot de la nave, V.I.N.CENT ("Vital Information Necessary CENTralized"), detecta por medio del radar un misterioso objeto en órbita alrededor de un agujero negro. Resulta ser la Cygnus, nave perdida hace veinte años a la que se le ordenó su regreso a la Tierra y que desobedeció la orden, desconociéndose desde entonces qué sucedió con ella y con su tripulación.

## Reparto
- Maximilian Schell como el Dr. Hans Reinhardt.
- Anthony Perkins como el Dr. Alex Durant.
- Robert Forster como el Capitán Dan Holland.
- Joseph Bottoms como el teniente Charlie Pizer.
- Yvette Mimieux como la Dra. Kate McCrae.
- Ernest Borgnine como Harry.
- Tom McLoughlin como el Capitán S.T.A.R. (Captain Special Troops/Arms Regiment).
- Roddy McDowall poniendo la voz a V.I.N.CENT. LF-396 (Vital Information Necessary CENTralized Labor Force-396) (sin acreditar).
- Slim Pickens poniendo la voz a Viejo BO.B. LF-28 (Old BiO-sanitation Battalion Labor Force-28) (sin acreditar).

## Adaptación al cómic
La película fue adaptada a un cómic, el cual fue editado en dos formatos: uno por Ediciones Recreativas, dentro de la colección Cucaña, y otro por Ediciones Montena, ambos en 1980. El dibujante Dan Spiegle se encargó de la adaptación.

## Remake
En noviembre de 2009, se hicieron públicos los planes de Disney para rodar una nueva versión de la película. Se pensó en el director Joseph Kosinski (quien dirigió la película de Disney Tron: Legacy), el productor Sean Bailey y Jon Spaihts, autor del guion original de Prometheus. La propuesta de Spaihts no resultó del gusto de los estudios y en marzo de 2018 se encargó a Emily Carmichael un nuevo guion.